# Лачинов, Александр Петрович
Алекса́ндр Петро́вич Лачи́нов (? — 1784) — русский военный и государственный деятель, генерал-поручик (1762),  воронежский губернатор (1764—1766), Александровский кавалер (1765). 

## Биография
Из дворянского рода Лачиновых. Сын Белгородского вице-губернатора (1727—1728) полковника Петра Ивановича Лачинова.  Брат бригадира Василия Петровича (1722—1775). Землевладелец и коннозаводчик. 
Какое-то время служил в Кригскомиссариате, где дослужился до звания обер-кригскомиссара (1748; чин VI класса Табели о рангах, аналог полковника). С 1755 года — генерал-майор. В этом чине некоторое время служил в Малороссии в корпусе ландмилиции. В 1762 году возглавил Новосербский корпус. В 1762 году был повышен до генерал-поручика, а в 1764 году стал Воронежским губернатором, однако уже в 1766 году покинул этот пост. 
Тем не менее, на два года губернаторства Лачинова, пришлись волнения рабочих на Липецких железоделательных заводах (Липецк в то время относился к Воронежской губернии). При нём же в губернии появился самозванец Гаврила Кремнёв, выдававший себя за чудом спасшегося императора Петра III. Кремнёв, беглый солдат, в Великий пост разъезжал на коне по сёлам и деревням в окрестностях Воронежа, и выдавал себя за императора. Первыми его поддержали несколько человек, в том числе приходской священник и диакон в одном из селений. В конечном итоге, толпа сторонников Кремнёва, численностью в несколько сот мужчин, в основном однодворцев, которые были обеспокоены наступлением на привилегии своего сословия, двинулись на Воронеж, но были разогнаны на полпути эскадроном гусар. Кремнёв был арестован и сначала доставлен в Воронеж к губернатору Лачинову, а потом препровождён в Санкт-Петербург. 
Поскольку эти события происходили за несколько лет до Пугачёвского восстания, правительство сочло дело Кремнёва скорее казусом, чем серьёзной угрозой. Императрица Екатерина II своей рукой «начертала» на поданном ей отчете: «Сие преступление произошло безо всякого с разумом и смыслом соображения, а единственно от пьянства и невежества, и дальнейших опасных видов и намерений в нём не крылось. Попам же указать, что поститься надобно не только в еде, но и в питье». По легенде, когда у императрицы осведомились, в чём причина последнего указания, Екатерина со свойственным ей юмором заметила, что «…В другое время они закусывают, а во время поста без закуски пьют».. В конечном итоге Кремнёв не был казнён, но был сослан в Нерчинск после неоднократной изуверской порки кнутом. 
Тем не менее, вскоре после описываемых событий генерал-поручик Лачинов был уволен от должности губернатора. Скончался он в 1784 году в подмосковном имении Малые Холмы в окрестностях Богородска (совр. Ногинск). 
Был дважды женат: первым браком на Прасковье Васильевне Нарышкиной, второй раз — на Анне Никитичне Желябовской. Сын служил в Лейб-гвардии, но вышел в отставку поручиком.